# Carmen (municipi)
Carmen és un municipi de l'estat de Campeche. Ciudad del Carmen és el cap de municipi i principal centre de població d'aquesta municipalitat. Aquest municipi és a la part sud de l'estat de Campeche. Limita al nord amb el municipi de Golf de Mèxic, al sud amb Palizada, a l'oest amb l'Tabasco i a l'est amb Champotón.